# Louis Herpin d'Erquery
Louis Herpin d'Erquery, né à Beauvais et  mort  le 31 octobre 1370 au prieuré de Saint-Lô de Rouen, est un évêque de Coutances du XIVe siècle. Il est fils de Raoul Herpin, grand panetier de France.

## Biographie
Louis Herpin est chanoine de Paris, conseiller du roi et son premier aumônier. Il est pourvu du diocèse  de Coutances par le roi en 1346. À cause de l'état d'anarchie en Normandie après l'invasion des anglais, il ne vient que  deux fois à Coutances. Il réside à Saint-Lô de Rouen.